# Tom Clancy's Splinter Cell: Conviction
Tom Clancy's Splinter Cell: Conviction es el quinto episodio de la serie de videojuegos Splinter Cell desarrollado y publicado por Ubisoft. Salió en primer lugar para Xbox 360 pero también tuvo versiones para otras plataformas. La fecha de lanzamiento oficial estaba programado para el 16 de abril de 2010, pero puso a la venta el 13 de abril de 2010.

## Historia
Splinter Cell: Conviction trae de nuevo al agente Sam Fisher. La historia se sitúa tiempo después de la última entrega, con un Sam Fisher destrozado por la muerte de su hija a manos de un conductor que se dio a la fuga después de atropellarla. Vive amargado por los recuerdos, pero todo cambia cuando encuentra una pista que le lleva a aquel que la asesinó y decide ir en su busca para cobrarse su venganza, ayudado por una excompañera llamada Grim. Aunque ya no pertenece a Third Echelon, Sam aún conserva sus habilidades, lo que unido a que ahora sólo le guía la venganza le hace más peligroso que nunca. Y es que el Sam Fisher de Conviction es más salvaje y no duda en golpear a un hombre hasta llevarlo al borde de la muerte para que confiese. La forma de contar la historia será muy especial, ya que además de algún flashblack, nos encontramos con que en ciertos momentos se proyectaban escenas de cosas que habían sucedido en otro momento o recuerdos en una pared, como si saliesen de un proyector de cine. 
El que Sam Fisher sea un personaje más oscuro no sólo repercutirá en el guion del juego, sino que tendrá efectos directos sobre la jugabilidad, haciendo que sus acciones sean más duras que antes o que en ciertos momentos se salte el sigilo (aunque siempre será importante de cara a descubrir a nuestros enemigos con la guardia baja)
. En este apartado el juego trae interesantes novedades. La primera es la “última posición conocida”, que hace que cuando nos descubren aparezca una silueta nuestra en el último lugar donde hemos sido vistos. A partir de ese momento, los enemigos de la zona se dirigirán hacia esa silueta e incluso dispararán sobre ella en ciertos momentos, suponiendo que todavía estamos cerca. Desde el punto de vista jugable esto tiene muchas posibilidades, pues podemos jugar con ese último rastro que hemos dejado para alejarnos y pillar por la retaguardia a los que nos persiguen.
La otra gran novedad del título es “marcar y ejecutar”, una nueva habilidad que nos permitirá acabar con varios blancos de forma rápida. Para conseguirlo primero tenemos que matar a alguien usando nuestras manos, lo que nos permitirá activar la habilidad. Después de eso, deberemos localizar nuestros blancos, dos en principio, aunque según avancemos por el juego parece que esta cifra se irá implementando. Cuando los blancos estén marcados aparecerá un símbolo sobre los enemigos y Sam Fisher, de forma automática, acabará con ellos de dos disparos. Además, el sistema está equilibrado, ya que no podremos usarlo siempre que queramos, sino solamente después de haber causado una muerte con nuestras manos.
Al margen de estas novedades, Splinter Cell: Conviction sigue sus señas de identidad. Sigue siendo vital escondernos en las sombras para pasar inadvertidos. Para conseguir estas sombras será importante jugar con el entorno, ya sea apagando luces o destruyéndolas directamente. También podremos interactuar con el escenario de otras formas, por ejemplo rompiendo una lámpara para que caiga sobre nuestros enemigos o haciendo ruido (algo que hará que seamos descubiertos) si lanzamos a nuestros enemigos sobre ciertas superficies, como un coche (su alarma se activará) o una mesa llena de botellas.
A lo largo del juego, Sam Fisher irá encontrando un buen arsenal por el camino, el cual podrá mejorar a cambio de puntos que irá ganando según se cumplan objetivos secundarios de la misión, como evadir con destreza o matar de alguna forma concreta. Pero aunque el armamento disponible nos permita entrar a matar y, si somos buenos, sobrevivir, las cosas son mucho más fáciles si vamos con cuidado y nos aseguramos antes de entrar en cada habitación Una forma de hacerlos será usando un espejo por debajo de la puerta, lo que nos permitirá conocer la situación con exactitud y estar preparados. Una cosa curiosa del juego es que todos los mensajes del tutorial e indicaciones de la misión están integrados con el escenario, de forma que los textos aparecen en las paredes o en ciertos objetos. 
Gráficamente el juego ha evolucionado. Por otra parte, Sam tiene unas animaciones más cuidadas. Los escenarios, por su parte, cuentan con un gran nivel de detalle, y nos encontramos con bastantes objetos por doquier, como libros, copas, botellas, etc. Además, todos ellos serán destructibles, lo cual además afectará a la jugabilidad, pues su ruido puede alertar a los guardias.

## Armamento
A lo largo del juego, Sam Fisher irá encontrando un buen arsenal por el camino, el cual podrá mejorar a cambio de puntos que irá ganando según se cumplan objetivos secundarios de la misión, como evadir con destreza o matar de alguna forma concreta.
Pistolas
- Mk.23
- MP-446
- Desert Eagle
- P228
- Five-SeveN
- USP.45
Metralletas Ligeras
- Skorpion
- SR-2M
Subfusiles
- MP5-N
- MP5-SD3
- AKS-74u
- UMP-45
Rifles
- AK-47
- M468
- G36c
- SC3000
Escopetas
- M-500
- spas-12

## Multijugador cooperativo
Se ha confirmado que Splinter Cell: Conviction contará con modo multijugador cooperativo en línea y en pantalla dividida para dos jugadores. Contará con su propia campaña de cuatro niveles (unas 6 horas de juego) que servirá de prólogo a la principal, en las que manejaremos al estadounidense Archer y al ruso Kestrel utilizando las habilidades y novedades del título, así como otras propias de la vertiente cooperativa como las coberturas para resucitar al compañero caído o reducir al enemigo que haya descubierto a nuestro compañero. Además el modo Deniable Ops planteará retos independientes de esta sub-campaña, al más puro estilo Modern Warfare 3.

## Contenido descargable
Dentro de la página de Ubisoft se podrán descargar contenidos adicionales como por ejemplo la pistola P99, los subfusiles MP7A1, el VIKHR, la escopeta SPAS-1000 y los rifles SCAR-H y el FAMAS. Además se podrán desbloquear distintos modos de campaña cooperativo como el modo "Infiltración"

## Recepción
Existe una secuela de este juego llamada Splinter Cell Blacklist.